# Amstel Gold Race 1992
La 27e édition de la course cycliste, l'Amstel Gold Race a eu lieu le 25 avril 1992 et a été remportée par l'Allemand Olaf Ludwig.

## Classement final
| Pos. | Coureur                 | Pays                              | Équipe          | Temps           |
| ---- | ----------------------- | --------------------------------- | --------------- | --------------- |
| 1    | Olaf Ludwig             | Allemagne                         | Panasonic       | 6 h 27 min 30 s |
| 2    | Johan Museeuw           | Belgique                          | Lotto           | m.t.            |
| 3    | Dimitri Konyshev        | Communauté des États indépendants | TVM             | m.t.            |
| 4    | Jean-Claude Colotti     | France                            | Z               | m.t.            |
| 5    | Luc Roosen              | Belgique                          | Tulip Computers | m.t.            |
| 6    | Vadim Chabalkine        | Communauté des États indépendants | Lotus-Festina   | m.t.            |
| 7    | Gilbert Duclos-Lassalle | France                            | Castorama       | m.t.            |
| 8    | Guido Bontempi          | Italie                            | Carrera Jeans   | m.t.            |
| 9    | Jelle Nijdam            | Pays-Bas                          | Buckler         | m.t.            |
| 10   | Gert-Jan Theunisse      | Pays-Bas                          | TVM             | m.t.            |